# Powiat Górowski
Der Powiat Górowski ist ein Powiat (Kreis) in der Woiwodschaft Niederschlesien in  Polen. Der Powiat hat eine Fläche von 738,1 km², auf der etwa 35.000 Einwohner leben.

## Gemeinden
Der Powiat umfasst vier Gemeinden.
Stadt-und-Land-Gemeinden:
- Góra (Guhrau)
- Wąsosz (Herrnstadt)

Landgemeinden:
- Jemielno (Gimmel)
- Niechlów (Nechlau)